# スウェイツ氷河
スウェイツ氷河（スウェイツひょうが、英語: Thwaites Glacier）は、南極のワルグリーン海岸付近にある氷河である。移動速度が大きい氷河であり、移動速度は 2 km/year 以上である。
この氷河は融解が進行しており、地球温暖化による海面上昇に影響を与えるおそれが大きい。崩壊すれば、海面は60cm以上上昇するとされる。

## 関連文献
- 杉山　慎著　『南極の氷に何が起きているか　気候変動と氷床の科学』中公新書2672、2021年。ISBN 978-4-12-102672-9。